# إريك كونز
إريك كونز (بالألمانية: Erich Kunz)‏ هو مغني أوبرا ومغني نمساوي، ولد في 20 مايو 1909 في فيينا في النمسا، وتوفي بنفس المكان في 8 سبتمبر 1995.

## وصلات خارجية
- إريك كونز على موقع IMDb (الإنجليزية)
- إريك كونز على موقع ألو سيني (الفرنسية)
- إريك كونز على موقع ميوزك برينز (الإنجليزية)
- إريك كونز على موقع أول موفي (الإنجليزية)
- إريك كونز على موقع قاعدة بيانات الأفلام السويدية (السويدية)
- إريك كونز على موقع أول ميوزيك (الإنجليزية)
- إريك كونز على موقع ديسكوغز (الإنجليزية)
- إريك كونز على موقع قاعدة بيانات الفيلم (الإنجليزية)
- إريك كونز على موقع كينوبويسك (الروسية)